# Альтдорфський університет

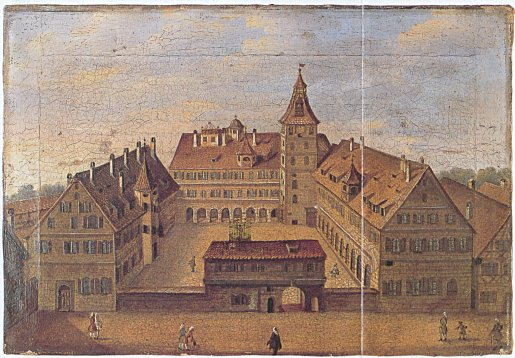
Університет в Альтдорфі (1714)

Альтдорфський університет (нім. Universität Altdorf) — університет в Альтдорф-Нюрнбергу, маленькому містечку за межами вільного Імперського міста Нюрнберга. Заснований в 1578 році, отримав статус університету в 1622 році і був закритий у 1809 році Максиміліаном I Баварським.

## Історія
У період з 1614 до 1617 Альтдорф недовго був центром социніанства в Німеччині. Заохочених зв'язками німецьких антитринітаріїв з Раковицькою Академією в Польщі, Німеччині та спробою польських социніанців створити в Альтдорфі подібну академію. Серед помітних социніанських студентів був 26-річний Самуель Припковські. Зарахований в ряди студентів 22 березня 1614 року, три тижні після Томаса Сеґета, однак був виключений з університету в 1616. «Крипто-социніанізм» був широко поширеним серед студентів. У січні 1617 році синдікус Джейкоб Віґель повернув двох студентів Йоахіма Пьошеля і Йоганна Фоґеля до Альтдорфа і університет змусив їх до публічного зречення. На це зречення відповів Валентин Шмальц, один з німецьких професорів Академії в Польщі.
Відомі інструктори включають Гуґо Доню, Сципіона Джентілі, й Даніеля Швентера.
Цей вчений-енциклопедист Готфрід Вільгельм Лейбніц (1646—1716), мабуть, найбільш відомий як спів-відкривач математичного аналізу, здобув ступінь доктора філософії в Університеті Альтдорфа за його докторську дисертацію з філософії, Про мистецтво комбінацій. Однак, він тільки подав дисертацію в Альтдорфі тільки коли Лейпцизький університет не гарантував йому місця викладача права по закінченні навчання.